# Stan Musial
Stanley Frank "Stan" Musial (/ mjuːziəl / hay / mjuːʒəl /; tên lúc sinh Stanisław Franciszek Musial; 21 tháng 11 năm 1920 – 19 tháng 1 năm 2013) là một cầu thủ bóng chày chuyên nghiệp người Mỹ và cựu chiến binh Hải quân Hoa Kỳ trong thế chiến thứ hai. Ông là outfielder của giải Major League Baseball (MLB) và là cầu thủ bóng chày đầu tiên chơi cho St. Louis Cardinals cho 22 mùa, từ năm 1941 thông qua năm 1963. Biệt danh "Stan the Man", Musial được nhiều người coi là một trong những cầu thủ xuất sắc nhất trong lịch sử bóng chày.
Ông tích lũy được 3630 hit chuyên nghiệp, đứng thứ tư về số hit trong danh sách các cầu thủ bóng chày và lần đầu tiên trong sự nghiệp trải qua với chỉ một đội bóng. Với 1.815 hit trên sân nhà và 1.815 hit trên sân khách, ông cũng được coi là một hitter ổn định nhất trong thời đại của mình.
Tổng thống Mỹ Barack Obama đã tặng Musial Huân chương Tự do Tổng thống, hình thức vinh danh cao nhất có thể được trao cho một người dân thường, tại Nhà Trắng vào ngày 15 tháng 2 năm 2011. Musial là người đầu tiên được bầu chọn đưa vào Sảnh danh dự bóng chày của vào năm 1969. Ông bắt đầu chơi bóng chày vào năm 1941 cho đến khi nghỉ hưu vào năm 1963.